# Светлый Луч (Тверская область)
Све́тлый Луч — деревня в Калязинском районе Тверской области. Входит в состав Старобисловского сельского поселения.

## История
В 1967 году указом Президиума Верховного Совета РСФСР деревня Гнилуха переименована в Светлый Луч.

## Население
| 2010 |
| ---- |
| 7    |